# لاس بلاجاس
لاس بلاجاس (بالإنجليزية: Las Plagas)‏ هي طفيليات ظهرت في سلسلة ريزدنت إيفل تستطيع العيش في عدد من الكائنات الحية حيث تسيطر على الجهاز العصبي وتمنح الكائن قدرة كبيرة على احتمال الضرر وقد استخدمت من قبل المنظمات الإرهابية.

## قصة
مصدرها إسبانيا اكتشفها لورد ساددلر في منطقة جبلية معزولة وقام بإصدار أمر لمالك القلعة رامون سالازار باستخراها حيث قام لورد ساددلر بتطويرها واستخدامها لسيطرة على سكان القرية وتحويلها إلى طائفة دينية. كما استطاع ألبرت ويسكر الحصول عليها واستخدمتها شركة ترايسل للسيطرة على سكان إفريقيا ماجيني.

## أجزاء
ظهرت في:
- ريزدنت إيفل 4
- ريزدنت إيفل 5